# HCL Technologies
HCL Technologies Ltd. é uma empresa que presta serviços de tecnologia da informação, com sede em Noida, Uttar Pradesh, Índia. Ela é uma subsidiária da HCL Enterprise. Originalmente, foi uma divisão de pesquisa e desenvolvimento da HCL Enterprise, tornando-se uma empresa independente em 1991, quando a HCL aventurou-se no mercado de software. Seus serviços incluem consultoria de TI, transformação da empresa (trata-se de fazer mudanças fundamentais na forma como os negócios são conduzidos, a fim de ajudar a lidar com uma mudança no ambiente de mercado), gestão remota de infraestrutura, engenharia de P&D, terceirização dos processos de negócio, etc...
A empresa tem escritórios em 44 países, e opera em uma série de setores da indústria, incluindo aeroespacial e defesa, automotivo, eletrônicos de consumo, energia e utilitários, serviços financeiros, governo, fornecedores independentes de software, fabricação industrial, ciências da vida e da saúde, mídia e entretenimento , mineração e recursos naturais, petróleo e gás, serviços públicos, varejo e consumo, semicondutores, servidor e armazenamento, telecomunicações e turismo, transporte, logística e hospitalidade.
HCL Technologies está na lista Forbes Global 2000 e também está na lista da Forbes das 50 companhias asiáticas. Ela está entre as 20 maiores empresas de capital aberto da Índia, junto de suas subsidiarias, teve uma receita consolidada de 6 bilhões de dólares em agosto de 2015. 

## História

### Formação e primeiros anos
A HCL Technologies começou como uma divisão da de P&D (Pesquisa e Desenvolvimento) da HCL Enterprise, sendo uma das empresas que mais contribuirão para o crescimento da TI e da industria de computadores na Índia. Suas principais marcas históricas foi a o microcomputador indiano em 1978, o sistema de banco de dados relacional,  um sistema operacional de rede e uma arquitetura cliente-servidor em 1983, e um multiprocessador instalação de granulação fina UNIX em 1989. Em 12 de novembro de 1991, a HCL Technologies foi desmembrada como uma unidade separada para marcar a chegada da empresa no mercado de serviços de software.
HCL Technologies foi originalmente constituída como HCL Overseas Ltd. O nome foi mudado para HCL Consulting Ltd em 14 de Julho de 1994. Em 6 de Outubro de 1999, a empresa foi renomeada como "HCL Technologies Ltd " para um melhor reflexo da sua atividades.
O período entre 1991 e 1999 viu a empresa a expandir as suas capacidades de desenvolvimento de software, a construção de uma das maiores set-ups na Índia. Foi também nessa época que a empresa estendeu suas operações para os EUA, Europa e Ásia-Pacífico.

### IPO e expansão subsequente
Na sequência do rebranding como 'HCL Technologies Ltd', a empresa tornou-se de capital aberto em 10 de Novembro de 1999, com uma emissão de 14,2 milhões de ações, no valor de ₹ 4 rupia cada. Em 2000, a empresa criou um centro de desenvolvimento offshore em Chennai , Índia, para KLA-Tencor Corporação. Em 2002, adquiriu Golfo Computers Inc., EUA, como parte de sua estratégia de expansão.

### Aquisições
| Número | Data da aquisição       | Empresa                                       | Mercado de atuação                    | País | Referências |
| ------ | ----------------------- | --------------------------------------------- | ------------------------------------- | ---- | ----------- |
| 1      | 20 de fevereiro de 2008 | Capital Stream Inc.                           | Automação dos processos de negócios   | USA  | [ 13 ]      |
| 2      | 16 de Julho de 2008     | Liberata Financial Service                    | Terceirização de processos de negócio | UK   | [ 14 ]      |
| 3      | 25 de Agosto de 2008    | Control Point Solutions, Inc.                 | Serviços de telecomunicação           | USA  | [ 15 ]      |
| 4      | 15 de Dezembro de 2008  | Axon Group Plc.                               | Processamento de dados                | UK   | [ 16 ]      |
| 5      | 16 de Julho de 2009     | UCS Group’s Enterprise Solutions SAP Practice | Processamento de dados                | SA   | [ 17 ]      |
| 6      | 30 de Junho 2015        | Part of Volvo IT                              | TI                                    | SWE  | [ 18 ]      |
| 7      | 19 de Outubro de 2015   | Concept to Silicon Systems (C2SiS)            | Semicondutores                        | IND  | [ 19 ]      |

## Operações
A empresa opera em 44 países em todo o mundo, incluindo sua sede em Noida , Uttar Pradesh , na Índia. Na APAC e EMEA , tem estabelecimentos da Austrália, China, Hong Kong , Índia, Indonésia, Israel, Japão, Malásia, Nova Zelândia, Arábia Saudita, Singapura, África do Sul, Emirados Árabes Unidos e Qatar. Na Europa, que abrange Bélgica, República Checa, Dinamarca, Estónia, Finlândia, França, Alemanha, Itália, Holanda, Noruega, Polónia, Suécia, Suíça e Reino Unido. Nas Américas, a empresa possui escritórios no Brasil, Canadá, México, Porto Rico e Estados Unidos.

### Linhas de negócios
1. Aplicações Serviços: Esta divisão oferece serviços de transformação integradas para a carteira de aplicações de empresas de consumo, manufatura, ciências da vida, cuidados de saúde, público e domínios de serviços financeiros. [22]
2. Business Services: A divisão fornece Next-Gen BPO serviços em todos os setores. É composto por uma equipe de 14.000 profissionais, que operam a partir de centros de distribuição espalhados por toda a Índia, EUA, Europa, Irlanda, Reino Unido, América Latina e as Filipinas. [41] A empresa utiliza seu sistema integrada de entrega global para assegurar a continuidade das operações em todas as diversidades.[23] Ele também lançou EFaaS (funções da empresa como um Serviço), visando transformar funções empresariais ao gerenciar uma economia significativa no custo total de operações.[24]
3. Engenharia de P&D : Esta divisão está focada no fornecimento de engenharia abrangente a P&D serviços e soluções em hardware e software de engenharia de produto em mercados verticais da indústria, com áreas de alvos como Internet das Coisas , Big Data Analytics , Social Media , Digitalização e inteligência produto.[25][26]
4. Serviços de Gestão de Infra-estrutura

### Parcerias e alianças
Sistema/grupo da HCL é composto por cerca de 100 empresas em diversas áreas de tecnologia com a qual eles se formaram alianças go-to-market, parcerias especializados para tecnologias de nicho, e parcerias de formação de equipes para clientes específicos.
- HCL's Top Global Strategic Alliances: Microsoft, Cisco, EMC, SAP
- Other Strategic Alliances: Symantec, Oracle, IBM, VMware, TIBCO, HP, ServiceNow, CA Technologies, Amazon Web Services, CSC, Check Point, RSA, McAfee
- Specialist Partnerships: Salesforce, Informatica, Splunk, BMC Software, NetApp, VMware, Pega, MicroStrategy, Teradata, Misys, JDA, Guidewire, SAP Hybris, Appian

## Responsabilidade social corporativa

### Iniciativas comunitárias

#### Power of One
Power of One é uma iniciativa orientada para o empregado, gestão de suporte que enfoca a transformação de projetos e atividades sociais. Como parte desta iniciativa, a empresa comprometeu-se:
- Projeto Samudhay, que envolve dirigir adotar 100 aldeias na transformação de cinco áreas -. Água, bem-estar das mulheres, educação, saúde e combate a desnutrição, e saneamento. [28]
- Associação com Udayan Ghar e mais de 55 outras ONGs , para promover  desenvolvimento da comunidade e o crescimento sustentável. [29]

Além disso, desde 2006, a empresa tem realizado uma série de concertos mensais e bienais os jovens artistas clássicos indianos demonstrarem seu talento.